# 宋楷遠
宋楷遠（1767年—？），字式之，號葵如，江蘇蘇州府元和縣人，清朝政治人物。

## 生平
宋楷遠來自蘇州長洲宋氏家族。高祖宋振業，曾祖宋敏行，祖父宋耔（字載培，號養真，1690-1760）為宋敏行長子，府庠生，父宋清源，母曹氏（1737-1815）。宋楷遠為宋清源第三子，以府經歷歷署安徽太平府通判、署六安直隸州州同兼理州印。嘉慶元年十二月（1797年1月）丁父憂，服闋，補廣西全州吏目，任內曾參與分校《廣西通志》，調廣西太平府經歷，升上林縣知縣，任內曾緝拿天地會盜匪，升寧明州知州，任內曾接收救助從越南遣返的閩省水師船隻船員。嘉慶二十年（1815年）丁生母憂，服闋，二十四年（1819年）籤掣任雲南劍川州知州，任內曾於道光元年（1821年）參與處理白羊廠漢回械鬥案，調武定直隸州知州。
文學交游方面，宋楷遠與周濟、楊慶琛（1783-1867）及方履籛 (1789-1831) 等人有來往。周濟《介存齋詩卷》、楊慶琛《絳雪山房詩鈔》、方履籛《萬善花室文稿》及《萬善花室詞稾》有多篇與宋楷遠（宋葵如太守）相關詩文。

## 家庭
夫人為訓導徐墀女（1768-1791）；繼妻為崑山席氏贈績溪教諭席世鎮女（1772-1820）；側室李氏與黃氏。有五子：宋流熙、宋流燦、宋流炯、宋流熉及宋流燕。還有四女：長女嫁常州蔡寧泰；次女嫁浙江歸安庠生任鯤池；三女嫁平湖屈某；四女不詳。